# ヒメラ川の戦い
ヒメラ川の戦いは、紀元前311年にヒメラ川（現在のサルソ川）河口付近で発生したカルタゴとシュラクサイの間の戦い。カルタゴ軍の司令官はハミルカルで、シュラクサイ軍は僭主であるアガトクレスが率いた。アガトクレスはカルタゴ軍野営地に奇襲をかけたが、予期していなかったカルタゴの援軍から攻撃を受けたためにシュラクサイ軍は敗北した。シュラクサイ軍は大損害を受け、アガトクレスは残存兵士をまとめてシュラクサイに撤退したが、シケリア（現在のシチリア）の支配権を失った。
古代においてはヒメラ川と呼ばれた川が2本あった：現在のグランデ川（en）およびサルソ川（en）である。グランデ川は北方に向かって流れ、古代のヒメラ（現在のテルミニ・イメレーゼの東12キロメートル）に河口があり、サルソ川は南方に向かって流れ、現在のリカータ付近に河口がある。カルタゴ軍はサルソ川河口近くのエクノムスの丘の上に布陣していた。この丘はリカタの西方にある。

## 背景
アガトクレスはシュラクサイで権力を簒奪しようとして追放され、シュラクサイに敵対するモルガンティナに逃げた。アガトクレスはそこで軍の総司令官となって、レオンティノイ（現在のレンティーニ）を攻略し、シュラクサイを包囲した。シュラクサイはそれまでの敵であったカルタゴに救援を求め、カルタゴはハミルカル（ヒメラ川の戦いの指揮官とは別人）が率いる軍を派遣した。アガトクレスはシュラクサイの攻略は不可能と判断し、逆にハミルカルと同盟を結ぶことにした。ハミルカルはアガトクレスの勢力を恐れてこれに同意したが、同時にカルタゴにおける自身の権力の増加も期待してのことであった。
この合意では、シケリアのギリシア都市であるヘラクレア・ミノア（現在のカットーリカ・エラクレーア）、セリヌス（現在のマリネラ・ディ・セリヌンテ）およびヒメラはかつてのようにカルタゴ支配下となり、他の都市はシュラクサイの覇権の下に独立を維持することとなった。また、アガトクレスとアクラガス（現在のアグリジェント）、ゲラ（現在のジェーラ）およびメッセネ（現在のメッシーナ）との戦争を終結させることも含まれていた。ハミルカルはアガトクレスにシュラクサイを委ね、彼にリビュア兵5,000を残した。続いてアガトクレスはシュラクサイの元老院議員と富裕市民を虐殺し、僭主となった。
その後アガトクレスは陸軍の増強に努め、条約を破棄した。まずシュラクサイ近郊の都市を攻撃したため、シケル人都市はカルタゴと同盟したが、ハミルカル自身は行動を起こさなかった。これらの都市はカルタゴ元老院に訴えた。しかし、軍の指揮権はハミルカルが持っていたため、元老院が直ちにできることはなく、ギスコの息子であるもう一人のハミルカルがシケリアから戻るのを待って、ハミルカルを罰することとした。しかしハミルカルはそれ以前に死亡した。シケリアから戻ったハミルカルは、直ちに軍を率いてシケリアに戻った。

## 序幕
ハミルカルは三段櫂船130、カルタゴ市民兵2,000、リュビア兵10,000、傭兵1,000、エトルリア兵200、バレアレス投擲兵1,000と共にシケリアに向かった。カルタゴを出帆後に嵐が襲い、三段櫂船60と輸送船200を失った。このときにカルタゴの上流層が多く含まれる市民兵にも溺死者が出た。しかしハミルカルは新たに傭兵を雇用し、またシケリアの同盟都市からの援軍と、シケリア駐屯カルタゴ軍をあわせると、総兵力は歩兵40,000、騎兵5,000に達した。
アガトクレスはカルタゴの兵力は自身のそれを上回り、加えて彼が支配する都市のいくつかが寝返る恐れもあることを認識していた。特に不安視されるのはゲラ（現在のジェーラ）であった。また、アガトクレスは20隻の船をカルタゴに鹵獲されていた。それでも彼はゲラを支配下に置くことを優先した。ゲラに大規模な守備兵を直接送ると、ゲラ市民が城門を閉じてアガトクレスを閉め出す可能性があった。アガトクレスは欺瞞策を講じ、少数の部隊を何度かに分けて送り、その合計が市民を上回った時点で街を占拠させた。続いてゲラ市民4,000を虐殺するよう命令し、その資産を没収して残りの住民に分配した。その後、守備部隊を残してカルタゴ軍に向かった。

## 戦闘
カルタゴ軍はエクノムスの丘に陣を敷いた。もとはアクラガスの僭主ファラリス（en）の要塞があったところである。丘の名称は「無法」という意味で、ファラリスの雄牛を使って住民を虐殺していたことに由来する。アガトクレスは、やはりファラリスのかつての要塞であったファラリウムの丘に陣取った。2つの丘の間にはヒメラ川が流れており、両軍共にそこを防衛線として使うつもりであった。
両軍共にしばらくの間、渡河を行うリスクを取らなかった。ディオドロスは、この場所での戦闘で多くの兵が死ぬとの予言が以前からあったためとしている。両軍とも、敵野営地の襲撃は行っていた。ある日、ギリシア軍がカルタゴ軍野営地の家畜を逃がし、カルタゴ軍はこれを追走した。アガトクレスは川の付近で待ち伏せ攻撃をかけて、これを容易に撃退した。
アガトクレスはこれを総攻撃の機会と捉え、全軍に対して渡河を行ってカルタゴ軍野営地を攻撃するように命令した。ギリシア軍は防護柵を押し倒して、カルタゴ軍を奇襲した。カルタゴ軍は戦列を整える時間も無く、激しく戦ったものの勝利はギリシア軍の手にあるように思われた。
これに反撃するため、ハミルカルはバレアレス投擲兵を使い、ギリシア軍に雨あられと石を投げつけさせた。この攻撃で多くのギリシア兵が負傷もしくは死亡し、野営地から駆逐された。それでもアガトクレスは他の場所からも攻撃を続けさせ、野営地占領寸前にまでなった。しかし、このときにギリシア軍が予測していなかったカルタゴ軍の援軍が船で到着した。戦況は逆転し、ギリシア兵はヒメラ川もしくは自軍野営地に逃げ去った。
ギリシア軍は40スタディオン（7.2キロメートル）後退したが、カルタゴ軍騎兵がこれを追撃した。この敗走は日中の出来事であったため、多くのギリシア兵が暑さと渇きのためにヒメラ川の水を飲んだ。ヒメラ川の水は塩水であり（これが現在の名称であるサルソ川の由来である）、さらに多くのギリシア兵が死亡した。ディオドロスは、川の水を飲んだために死亡したギリシア兵は、追撃で殺されたギリシア兵とほぼ同数であったと述べ、戦死者の数は、カルタゴ軍500に対し、ギリシア軍7,000であったとしている。アガトクレスは戦場から脱出し、残存兵士を集結させると、野営地を焼いてゲラに撤退した。

## その後
アガトクレスはカルタゴ軍をシュラクサイから遠ざけるために、しばらくの間ゲラに留まることを決意した。この間にシュラクサイは穀物を収穫することができた。ハミルカルは当初ゲラを包囲しようとしたが、アガトクレスが十分な食料と防御のために十分な兵を持っていることが分かるとこれを諦めた。その代わりに、アガトクレス側の都市と要塞を攻撃した。これら都市もアガトクレスを嫌悪していたため、直ぐにカルタゴ側に寝返った。シュラクサイに撤退したアガトクレスは、カルタゴ軍が優勢である間、シケリアの他の地域の支配を失った。この状況を打開するため、アガトクレスは地中海を渡ってリビュアに上陸し、そこを戦場とした。

## 参考資料
Diodorus Siculus (1954). Geer, Russell M.. ed. Bibliotheca historica (Library of History). 10. Cambridge, Massachusetts: Harvard University Press. ISBN 978-0-674-99429-4
Justin (1853). Watson, John Selby. ed. Epitome of the Philippic History of Pompeius Trogus. London: Henry G. Bohn
Lazenby, John (2001). “Ecnomus, battle of”. In Holmes, Richard; Singleton, Charles; Jones, Spencer. The Oxford Companion to Military History. Oxford, England: Oxford University Press. ISBN 978-0-198-60696-3
座標: 北緯37度6分 東経13度56分 / 北緯37.100度 東経13.933度